# From a Lover to a Friend
«From a Lover to a Friend» es una canción del músico británico Paul McCartney publicada en el álbum de 2001 Driving Rain. La canción fue publicada como primer sencillo promocional del álbum y estuvo dos semanas en la lista de sencillos del Reino Unido, donde alcanzó el puesto 45. También alcanzó el puesto 6 en la lista de singles de Canadá, mientras que en Estados Unidos fue publicada como cara B del sencillo «Freedom» y alcanzó el puesto 24 en la lista Billboard Adult Contemporary. 
La crítica musical definió la canción como una balada en la que McCartney intentaba aceptar la muerte de su mujer Linda, con versos como: «Let me love again» (que puede traducirse al español como: «Déjame amar otra vez»). Sin embargo, el propio McCartney no aclaró el significado de la canción cuando fue entrevistado en el programa de radio de Howard Stern, diciendo: «No sé de qué trata». The Guardian definió la canción como «una obra maestra, tan delicada y honesta que suena hermosa y perfecta».
«From a Lover to a Friend» fue grabada el 27 de febrero de 2001 con Paul tocando el bajo y el piano, Abe Laboriel, Jr. tocando la batería, Rusty Anderson una guitarra eléctrica de doce cuerdas, y Gabe Dixon el piano.

## Lista de canciones
7" single

Todas las canciones escritas y compuestas por Paul McCartney. 
| N.º | Título                     | Duración |  |
| 1.  | «From a Lover to a Friend» | 3:48     |  |
| 2.  | «Riding Into Jaipur»       | 4:08     |  |

CD single
| N.º | Título                                           | Duración |  |
| 1.  | «From a Lover to a Friend»                       | 3:49     |  |
| 2.  | «From a Lover to a Friend» (David Kahne Remix 1) | 3:44     |  |
| 3.  | «From a Lover to a Friend» (David Kahne Remix 2) | 5:27     |  |